# Полур (Іран)
Полур (перс. پلور) — село в Ірані, у дегестані Бала-Ларіджан, у бахші Ларіджан, шагрестані Амоль остану Мазендеран. За даними перепису 2006 року, його населення становило 316 осіб, що проживали у складі 86 сімей.

## Клімат
Середня річна температура становить 5,57°C, середня максимальна – 22,02°C, а середня мінімальна – -11,38°C. Середня річна кількість опадів – 202 мм.
| Клімат поселення                              | Клімат поселення | Клімат поселення | Клімат поселення | Клімат поселення | Клімат поселення | Клімат поселення | Клімат поселення | Клімат поселення | Клімат поселення | Клімат поселення | Клімат поселення | Клімат поселення | Клімат поселення |
| Показник                                      | Січ.             | Лют.             | Бер.             | Квіт.            | Трав.            | Черв.            | Лип.             | Серп.            | Вер.             | Жовт.            | Лист.            | Груд.            |                  |
| Середній максимум, °C                         | −2,34            | −1,76            | 2,47             | 9,74             | 14,45            | 18,45            | 22,02            | 21,63            | 17,98            | 12,17            | 6,33             | 1,10             |                  |
| Середня температура, °C                       | −6,86            | −6,29            | −2,04            | 5,22             | 9,93             | 13,93            | 17,31            | 16,92            | 13,26            | 7,46             | 1,61             | −3,63            |                  |
| Середній мінімум, °C                          | −11,38           | −10,82           | −6,57            | 0,70             | 5,42             | 9,41             | 12,60            | 12,20            | 8,56             | 2,75             | −3,09            | −8,33            |                  |
| Норма опадів, мм                              | 20               | 24               | 42               | 34               | 28               | 7                | 6                | 3                | 1                | 9                | 12               | 16               |                  |
| Середньомісячна швидкість вітру, м/с          | 1.10             | 1.93             | 2.31             | 2.32             | 2.33             | 2.08             | 1.92             | 1.70             | 1.73             | 1.75             | 1.70             | 1.24             |                  |
| Середньомісячна сонячна радіація, кДж/м²·день | 9460             | 12106            | 14468            | 17818            | 21750            | 25681            | 25606            | 23554            | 20322            | 15002            | 10932            | 8976             |                  |
| --------------------------------------------- | ---------------- | ---------------- | ---------------- | ---------------- | ---------------- | ---------------- | ---------------- | ---------------- | ---------------- | ---------------- | ---------------- | ---------------- | ---------------- |
| Джерело:                                      |                  |                  |                  |                  |                  |                  |                  |                  |                  |                  |                  |                  |                  |